# Pamphlebia rubrolimbraria
Pamphlebia rubrolimbraria är en fjärilsart som beskrevs av Achille Guenée 1857. Pamphlebia rubrolimbraria ingår i släktet Pamphlebia och familjen mätare. Inga underarter finns listade i Catalogue of Life.